# Schinus myrtifolia
Schinus myrtifolia là một loài thực vật có hoa trong họ Đào lộn hột. Loài này được (Griseb.) Cabrera miêu tả khoa học đầu tiên năm 1937.